# 张家镇 (大竹县)
张家镇，原为张家乡，是中华人民共和国四川省达州市大竹县曾经下辖的一个镇。2019年12月，撤销张家镇，将其所属行政区域划归四合镇管辖。

## 行政区划
张家镇撤销前下辖以下地区：
街道社区、东风村、东王村和双峰村。